# Turold
Turold je přírodní rezervace v Chráněné krajinné oblasti Pálava severně od města Mikulov v okrese Břeclav v Jihomoravském kraji. Oblast spravuje AOPK ČR – Regionální pracoviště Jižní Morava, Správa CHKO Pálava.

## Název
Název Turold vznikl pravděpodobně z původního Duroldberg, tedy Dürraltberg tedy po zkomolenině v jihomoravské němčině česky znamenající „Suchá stará hora“.

## Předmět ochrany
Důvodem ochrany jsou skalní, stepní a křovinná společenstva na vápencovém podkladě s výskytem druhů typických pro bradlové pásmo Pavlovských vrchů; významné geologické, paleontologické a archeologické naleziště, jakož i významné zimoviště netopýrů.

## Geologie

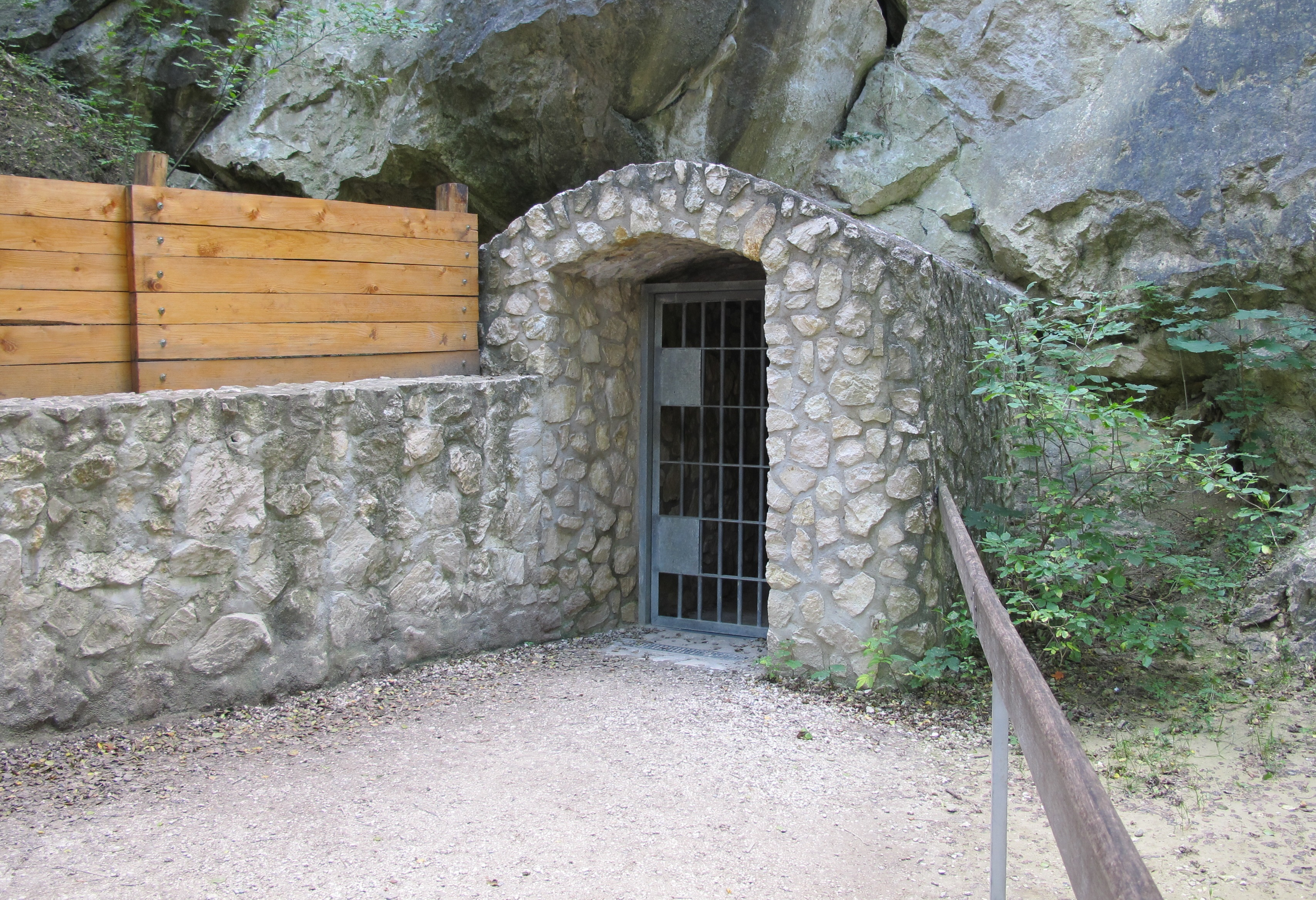
Vstup do jeskyně Na Turoldu

Hlavní těleso bradla Turold (vrchol v nadmořské výšce 385 m) je tvořeno ernstbrunnskými vápenci jurského stáří, ve kterých je vyvinut systém jeskyní, dnes nazývaný jako jeskyně Na Turoldu. Ernstbrunnské vápence jsou doplněny o sedimenty stáří svrchní křídy známé jako klementské vrstvy. 
Jurské vápence jsou bohaté za zkameněliny (je zde známo až 500 druhů) a jsou to především řasy, ostnokožci (Echinodermata), koráli, mlži (Bivalvia), plži (Gastropoda), ramenonožci (Brachiopoda) a Amoniti (řadí se hlavonožcům).
Postupem času došlo ke krasové činnosti, při které vznikaly nejen podpovrchové jeskyně, ale i povrchové krasové kapsy, které byly vyplněny mladšími sedimenty, ve kterých rovněž byly nalézány zkameněliny (ale v tomto případě se ve většině případů jedná o čtvrtohorní obratlovce – hlodavce, netopýry, zajíce atd.). Předpokladem je, že k prvnímu krasovění došlo ještě před uložením klementského souvrství (před mořskou záplavou ve svrchní křídě). Hlavní jeskyně vznikly asi před 15 miliony let (během miocénu). Dnes je známo 2200 m chodeb, ale většina jeskynního systému byla zničena při těžbě vápence. Těžba kvalitního, čistého pálavského vápence zmenšila Turold na zhruba třetinu jeho původní velikosti.

## Flora
Listnaté lesy jsou tvořeny hlavně jasanem ztepilým (Fraxinus excelsior), borovicí černou (Pinus nigra), a duby (Quercus) – zimní (Petraea), letní (Robur) a šípák (Pubescens). Bohaté je tu zastoupení keřů jako hloh jednosemenný (Crataegus monogyna), řešetlák počistivý (Rhamnus cathartica) a brslen bradavičnatý (Euonymus verrucosus).
V přírodní rezervaci Turold bylo zjištěno 404 druhů rostlin, z nichž je 33 zvláště chráněno.

## Fauna
V lomu hnízdí několik vzácných druhů ptáků – jako je výr velký (Bubo bubo), sedmihlásek hajní (Hippolais icterina) a pěnice hnědokřídlá (Sylvia communis). Vzácným druhem hmyzu je pakudlanka jižní (Mantispa styriaca), která tu byla objevena v roce 1983. Jeskyně jsou významným zimovištěm netopýrů, z nichž nejvzácnějším je vrápenec malý (Rhinolophus hipposideros), který se díky tomu dostal i do znaku Jeskyně Na Turoldu. Dále tu lze nalézt netopýra řasnatého (Myotis nattereri), východního (Myotis blythii), brvitého (Myotis emarginatus), vodního (Myotis daubentonii), ušatého (Plecotus auritus), večerního (Eptesicus serotinus) a dlouhouchého (Plecotus austriacus).

## Jeskyně Na Turoldu

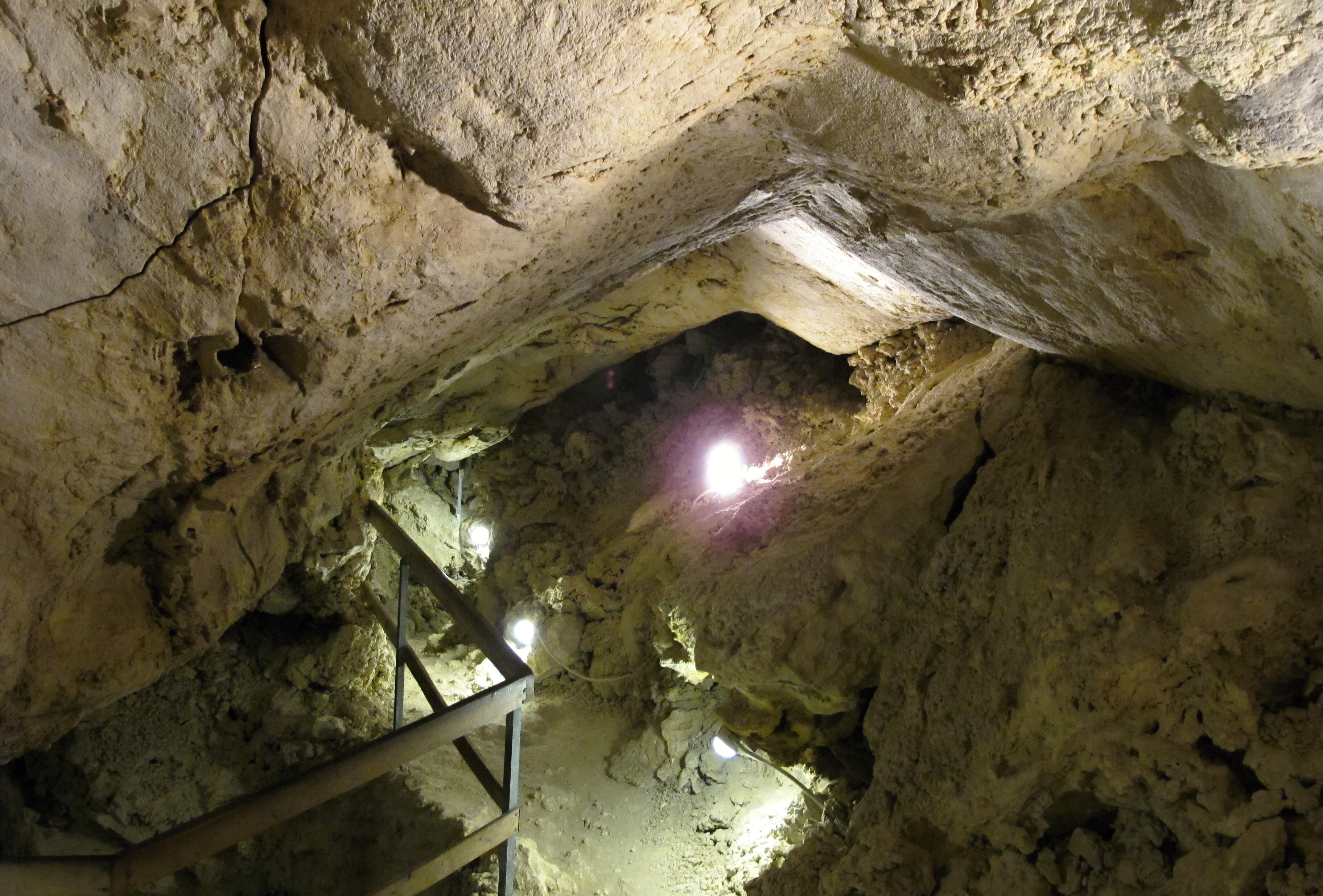
Chodba v jeskyni
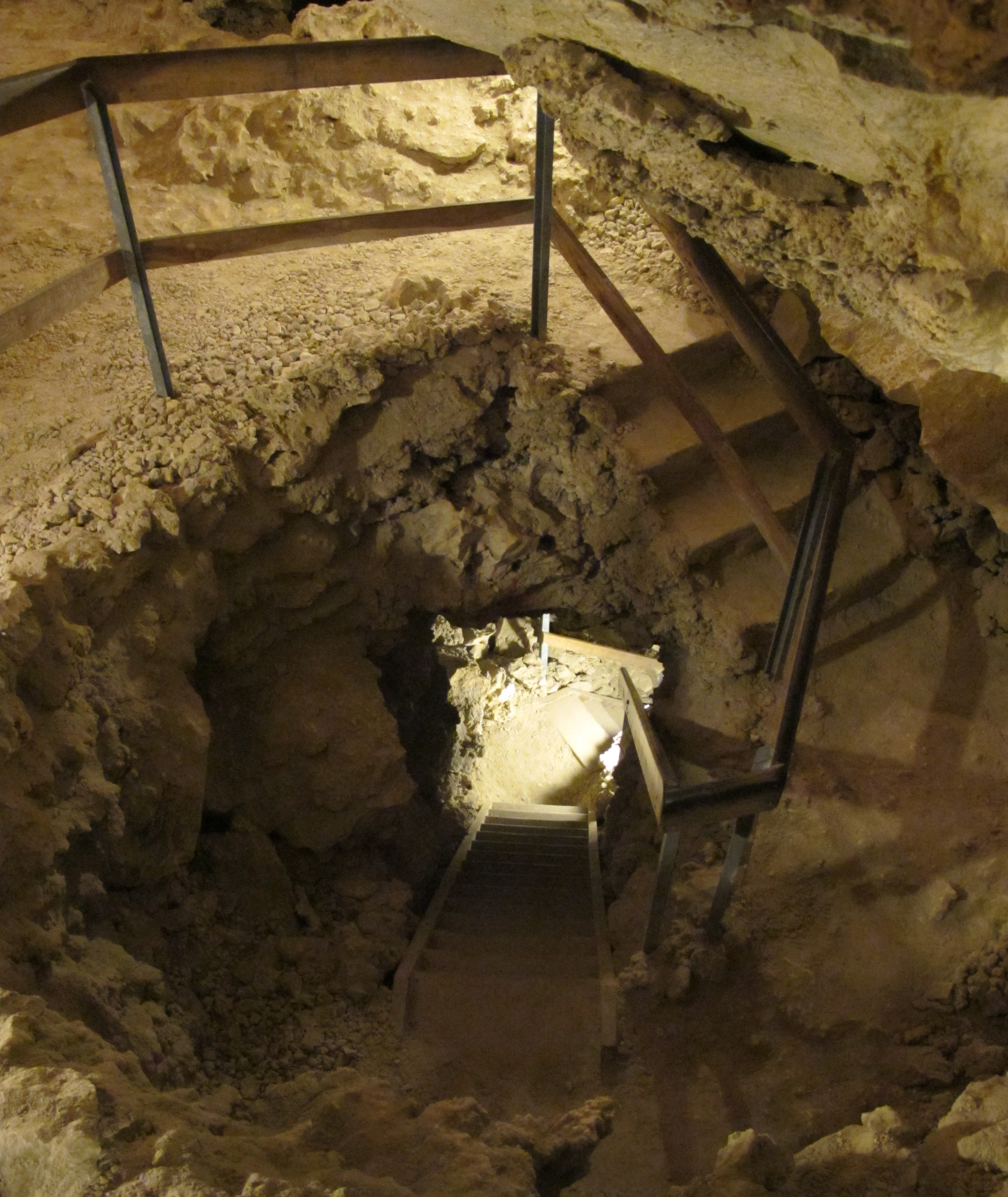
Jeskyně mají několik pater
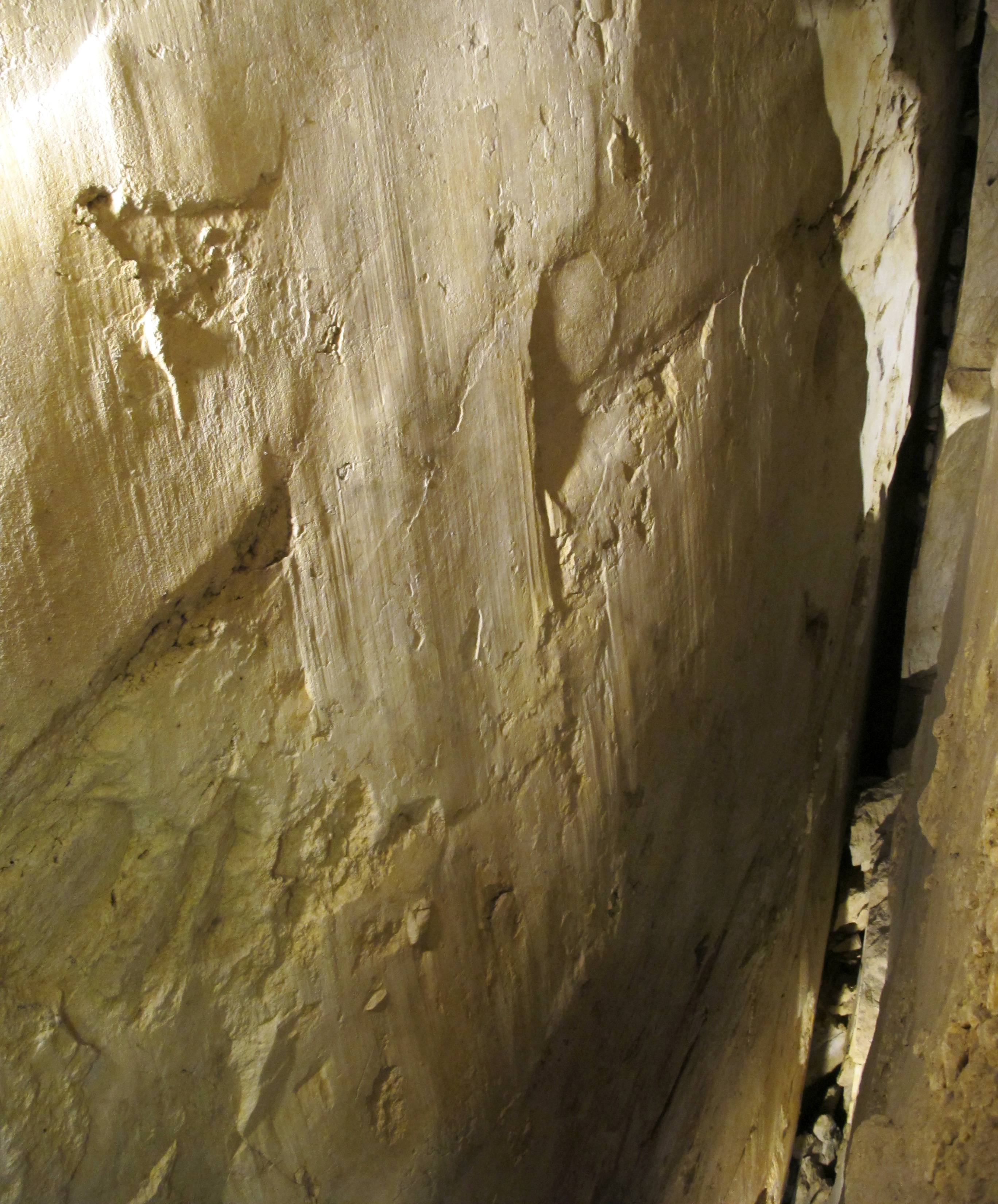
Ohlazená zlomová plocha
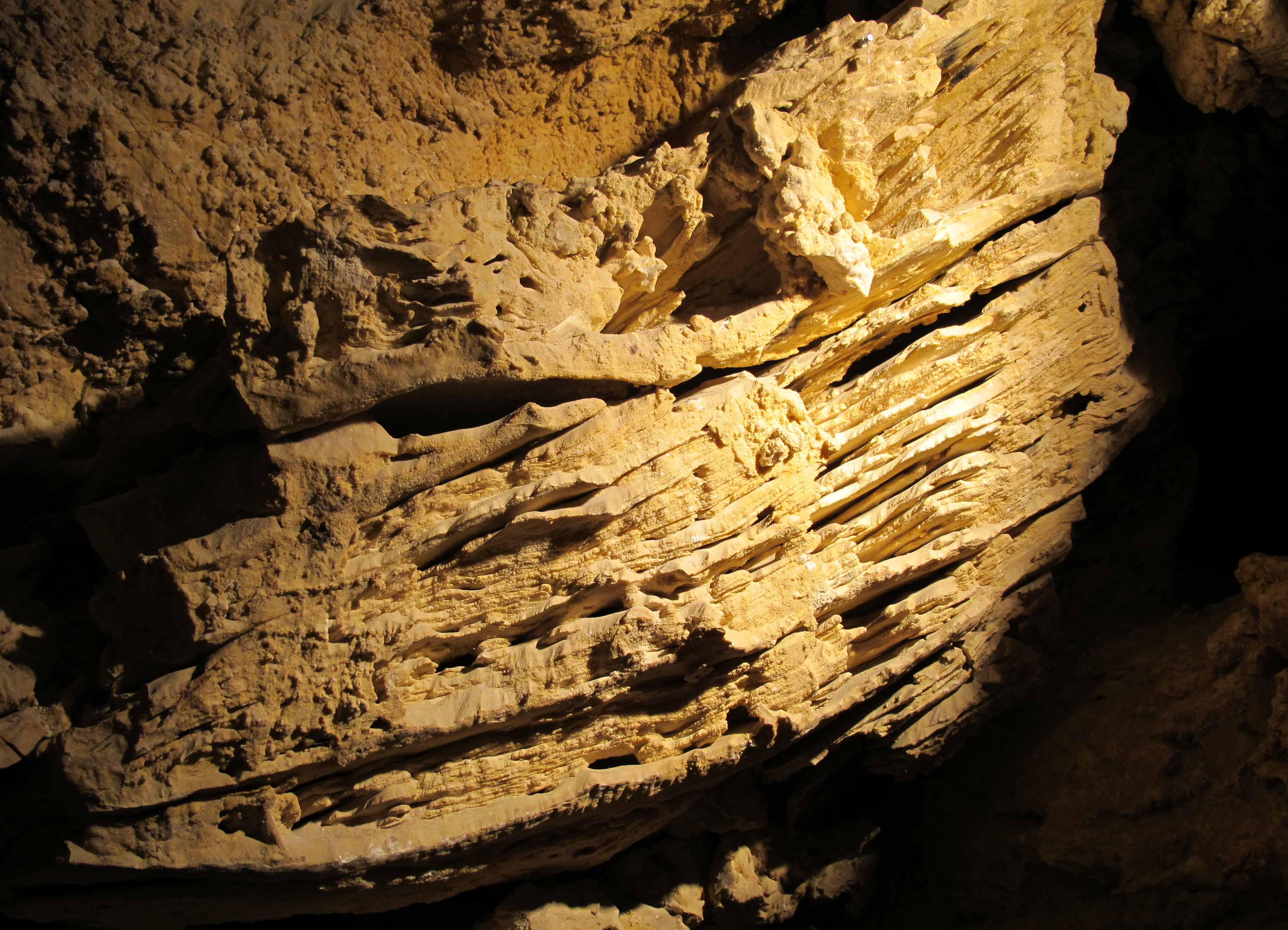
Útvar zvaný "Varhany"
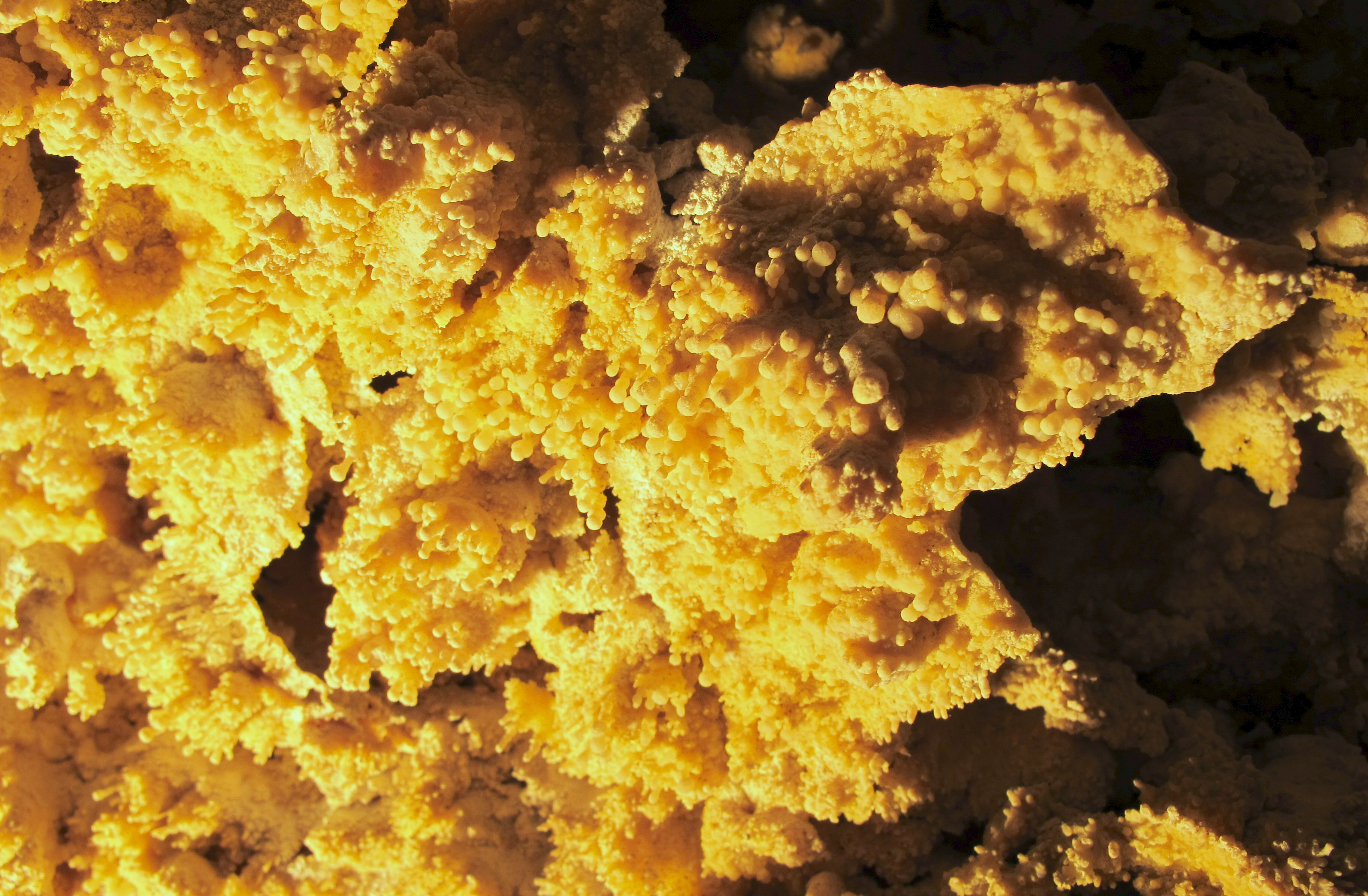
Jeskyně jsou charakteristické tzv. turoldskou výzdobou